# Josh Doctson
Josh Doctson (Mansfield, 3 dicembre 1992) è un giocatore di football americano statunitense che milita nel ruolo di wide receiver per gli Arizona Cardinals della National Football League (NFL).

## Carriera universitaria
Doctson iniziò la sua carriera nel college football giocando per una stagione all'Università del Wyoming nel 2011. Nella seguente si trasferì ai TCU Horned Frogs, dove iniziò a giocare nel 2013 dopo essere rimasto fermo una stagione per le regole sui trasferimenti della NCAA. Nel 2014 stabilì i nuovi primati stagionali dell'istituto con 1.018 yard e 11 touchdown ricevuti, record che ritoccò l'anno successivo, quando fu premiato come All-American.

## Carriera professionistica

### Washington Redskins
Doctson fu scelto come 22º assoluto nel Draft NFL 2016 dai Washington Redskins, il terzo nel suo ruolo dopo Corey Coleman e Will Fuller. Dopo avere ricevuto 2 passaggi per 66 yard nelle prime due gare, nel pre-partita del terzo turno contro i New York Giants si infortunò al tendine d'Achille, venendo inserito in lista infortunati per il resto della stagione.

### Minnesota Vikings
Nel 2019 Doctson firmò con i Minnesota Vikings.

### New York Jets
Nel 2020 Doctson firmò per i New York Jets ma nella stagione 2020 decise di non scendere in campo a causa della pandemia di COVID-19.

### Arizona Cardinals
Il 3 settembre 2021 Doctson firmò con la squadra di allenamento degli Arizona Cardinals.

## Statistiche
| Partite totali      | 2  |
| Partite da titolare | 0  |
| Ricezioni           | 2  |
| Yard ricevute       | 66 |
| Touchdown           | 0  |